# 鈴木マナツ
鈴木 マナツ（すずき マナツ）は、日本の漫画家。東京都立久留米西高等学校卒業、日本デザイナー学院マンガ専科修了。

## 来歴
小学生のときに『りぼん』や『なかよし』を読み、漫画家になることを志す。高校卒業後、日本デザイナー学院に進学する。
2008年、「佐倉まなつ」名義でG1ガンガン杯に応募し、期待賞を受賞する。翌2009年、学院を卒業する。
2011年、『月刊ComicREX』（一迅社）に読み切り「オタ≒リア≠コイ」が掲載され、漫画家デビューを果たす。その後は一迅社で作品を発表していた。
2014年、鈴木がコミカライズを担当していた『世界征服〜謀略のズヴィズダー〜』を読んだ集英社の編集者から声を掛けられ、『ウルトラジャンプ』（集英社）でアニメ『selector infected WIXOSS』のコミカライズをスタートさせる。『世界征服〜謀略のズヴィズダー〜』のコミカライズ完結後は活動の軸足を『ウルトラジャンプ』に移す。

## 人物
『CHŌKOビースト!!』を書いた浅野りんがすごく好きで、ギャグ要素、テンポの良さに惹かれたという。笑いのツボをつくのが上手で、つい繰り返し読み返すといい、「そうしたコメディ漫画とか、キャラクターが男女たくさん出てきて、バカをやっているような漫画を描いてみたいなって思った」のが鈴木の原点である。

## 作品リスト

### 漫画作品

#### 連載
- 阿部くんの七日間戦線（『月刊ComicREX』2012年5月号[6] - 2013年3月号） - 連載デビュー作。
- selector infected WIXOSS -peeping analyze-（原作：LRIG、ストーリー原案：岡田麿里、『ウルトラジャンプ』2014年9月号[7] - 2015年6月号[8]） - テレビアニメのスピンオフ[7]。
- コネクト（『ウルトラジャンプ』2016年1月号[9] - 2018年12月号）
- リアリスト魔王による聖域なき異世界改革（原作：羽田遼亮、『電撃マオウ』2019年3月号[10] - 連載中） - コミカライズ[11]。
- HELLO WORLD（原作：映画『HELLO WORLD』、『ウルトラジャンプ』2019年8月号[12] - 2020年4月号[13]） - 曽野由大との共同、コミカライズ[14]。
- 〆切前には百合が捗る（原作：平坂読、作画：さきだ咲紀、キャラクター原案：U35、『月刊ビッグガンガン』2021年Vol.11 - 2022年Vol.12→『マンガUP!』2022年12月31日[15] - 2024年2月17日） - 構成を担当、コミカライズ。

#### 読み切り
- オタ≒リア≠コイ（『月刊ComicREX』2011年6月号） - デビュー作。
- ノーパン健康法（『政宗くんのリベンジ アンソロジーコミック』2017年） - 『政宗くんのリベンジ』のアンソロジー寄稿作品。
- 朝比奈くんのひみつ（『月刊コミックガーデン』2018年1月号[16]、同社のWEBコミックサイト『MAGCOMI』に再掲載）
- 恋は大人になってから（『あまサドアンソロジー』2024年[17]）
- 清夏ようちえん（原作：バンダイナムコエンターテインメント、『学園アイドルマスター コミックアンソロジー Side Sense』2024年[18]） - 『学園アイドルマスター』のアンソロジー寄稿作品。

### 書籍
- 『阿部くんの七日間戦線』、一迅社〈REXコミックス〉2012年 - 2013年、全2巻
  1. 2012年8月27日発売、ISBN 978-4-7580-6332-6
  2. 2013年2月27日発売、ISBN 978-4-7580-6362-3
- 『世界征服〜謀略のズヴィズダー〜』、原作：hunting cap brothers、一迅社〈REXコミックス〉2014年、全3巻、描き下ろし[19]
- 『selector infected WIXOSS -peeping analyze-』、LRIG（原作）、岡田麿里（ストーリー原案）、集英社〈ヤングジャンプ・コミックス・ウルトラ〉2014年 - 2015年、全2巻
- 『コネクト』、集英社〈ヤングジャンプ・コミックス・ウルトラ〉2016年 - 2019年、全6巻
- 『リアリスト魔王による聖域なき異世界改革』、原作：羽田遼亮、KADOKAWA〈電撃コミックスNEXT〉2019年 - 刊行中、既刊11巻（2025年6月27日現在）
  1. 2019年7月26日発売[11][20]、ISBN 978-4-04-912716-4
  2. 2020年2月27日発売[21]、ISBN 978-4-04-913043-0
  3. 2020年10月24日発売[22]、ISBN 978-4-04-913468-1
  4. 2021年5月27日発売[23]、ISBN 978-4-04-913810-8
  5. 2022年1月27日発売[24]、ISBN 978-4-04-914192-4
  6. 2022年8月26日発売[25]、ISBN 978-4-04-914552-6
  7. 2023年2月27日発売[26]、ISBN 978-4-04-914880-0
  8. 2023年9月26日発売[27]、ISBN 978-4-04-915197-8
  9. 2024年3月27日発売[28]、ISBN 978-4-04-915534-1
  10. 2024年12月27日発売[29]、ISBN 978-4-04-916171-7
  11. 2025年6月27日発売[30]、ISBN 978-4-04-916553-1
- 『HELLO WORLD』、集英社〈ヤングジャンプ・コミックス・ウルトラ〉2019年 - 2020年、全2巻

### その他
- Lostorage conflated WIXOSS（テレビアニメ、2018年）キャラクター原案[31]
- 「『SHIROBAKO』オフィシャル コンピレーションブック WHITE SUMMER!」（「『SHIROBAKO』夏コミセット 2015」小冊子、2015年[32]）コミックマーケット88 KADOKAWAブースにて販売[32]。
- ULTRA GRAPHICS 2016 SUMMER SPECIAL（『ウルトラジャンプ』2016年9月号[33]）イラスト[33]
- 吾輩はモブである（著：更伊俊介、LINE文庫エッジ、2019年）挿絵
- 幽霊お悩み相談室（著：高木敦史、ポプラキミノベル[34]、2021年）イラスト

## 関連人物
荒川弘
かつて荒川のアシスタントを務めていた。